# Вальмонтоне
Вальмонтоне (італ. Valmontone) — муніципалітет в Італії, у регіоні Лаціо,  метрополійне місто Рим-Столиця.
Вальмонтоне розташоване на відстані близько 38 км на схід від Рима.
Населення — 15 929 осіб (2014).
Щорічний фестиваль відбувається 21 червня. Покровитель — святий Алойзій Гонзага.

## Демографія
Населення за роками:

Станом на 1 січня 2023 року в муніципалітеті офіційно проживали 1692 іноземці з 77 країн, серед них 1024 громадяни країн Євросоюзу та 15 громадян України.

## Сусідні муніципалітети
- Артена
- Каве
- Коллеферро
- Дженаццано
- Лабіко
- Палестрина